# Seabracris
Seabracris is een geslacht van rechtvleugeligen uit de familie veldsprinkhanen (Acrididae). De wetenschappelijke naam van dit geslacht is voor het eerst geldig gepubliceerd in 1979 door Amédégnato & Descamps.

## Soorten
Het geslacht Seabracris omvat de volgende soorten:
- Seabracris cincta Saussure, 1859
- Seabracris splendiflua Amédégnato & Descamps, 1979
- Seabracris tijuca Amédégnato & Descamps, 1979